# Frank Minnifield
Frank LyDale Minnifield (* 1. Januar 1960 in Lexington, Kentucky) ist ein ehemaliger US-amerikanischer American-Football-Spieler auf der Position des Cornerbacks. Er spielte unter anderem in der National Football League (NFL) bei den Cleveland Browns.

## Spielerlaufbahn

### College
Frank Minnifield besuchte in seiner Geburtsstadt die Highschool und spielte in der High-School-Footballmannschaft als Tailback und Safety. Nach seinem Schulabschluss studierte er von 1979 bis 1982 an der University of Louisville. Bei den Louisville Cardinals, spielte er College Football als Safety und Kick-off- und Punt-Returner. Während seiner Spielzeit am College fing er sieben Interceptions. In seinem letzten Studienjahr fungierte Minnifield als Mannschaftskapitän der Cardinals. Aufgrund seiner sportlichen Leistungen wurde er von seinem College insgesamt viermal ausgezeichnet.

### Profi
Minnifield schloss sich nach seinem Studium den Chicago Blitz an, die in der United States Football League (USFL) spielten. Frank Minnifield wechselte Folgejahr zu den Arizona Wranglers. Nach der Saison wurden die Wranglers mit den Arizona Outlaws zusammengelegt und Minnifield erreichte die Freigabe von seinem Vertrag. Er schloss sich den von Marty Schottenheimer trainierten Cleveland Browns an. Minnifield konnte mit den Browns dreimal in das AFC Championship Game einziehen. Im Jahr 1986 unterlagen die Browns den Denver Broncos mit 20:23, im folgenden Jahr unterlagen die Browns den Broncos mit 33:38. Im Jahr 1989 liefen die Browns schließlich zum dritten Mal gegen die Denver Broncos auf. Auch in diesem Spiel scheiterte Minnifield mit seiner Mannschaft an dem Team aus Colorado. Die Begegnung ging mit 21:37 verloren. Frank Minnifield beendete nach der Saison 1992 seine Laufbahn. Er gründete danach in seiner Geburtsstadt ein Bauunternehmen und ist zurzeit in der Automobilbranche tätig.

## Ehrungen
Frank Minnifield spielte viermal im Pro Bowl und wurde viermal zum All-Pro gewählt. Upchurch ist Mitglied im NFL 1980s All-Decade Team und in der Kentucky Athletics Hall of Fame sowie in der University of Louisville Athletic Hall of Fame.